# Don Howe
Don Howe (12 octobre 1935 à Wolverhampton (Angleterre) - 23 décembre 2015) est un footballeur anglais, qui évoluait au poste de défenseur à West Bromwich Albion et en équipe d'Angleterre.
Howe n'a marqué aucun but lors de ses vingt-trois sélections avec l'équipe d'Angleterre entre 1957 et 1959.

## Palmarès

### En équipe nationale
- 23 sélections et 0 but avec l'équipe d'Angleterre entre 1957 et 1959.

### Avec West Bromwich Albion
- Vainqueur de la Coupe d'Angleterre en 1954.
- Vice-champion d'Angleterre en 1954.